# Crenulación

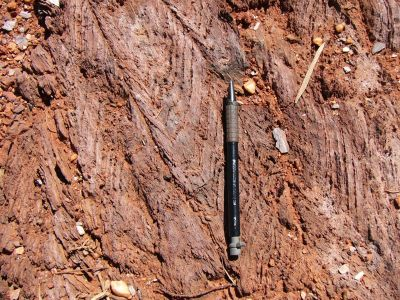
Ejemplo de clivaje de crenulación formando entre pliegues tipo kink. El afloramiento está en la mina Nathans, cuenca de Glengarry Basin, Washington, Estados Unidos. Estos pliegues representan la superposición de la foliación sobre dos foliaciones anteriores. La imagen presenta un portaminas como escala.

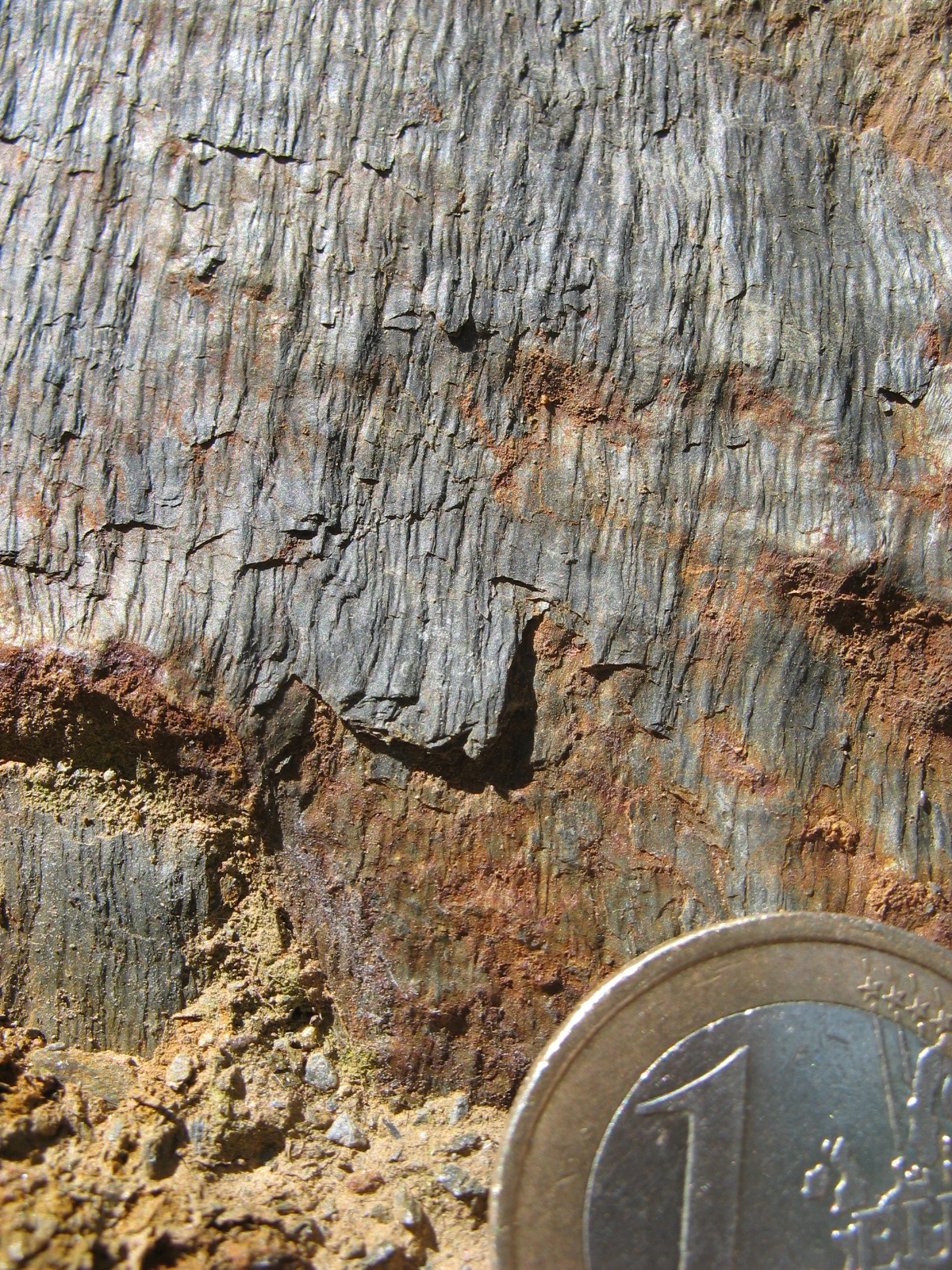
Ejemplo de filita crenulada.

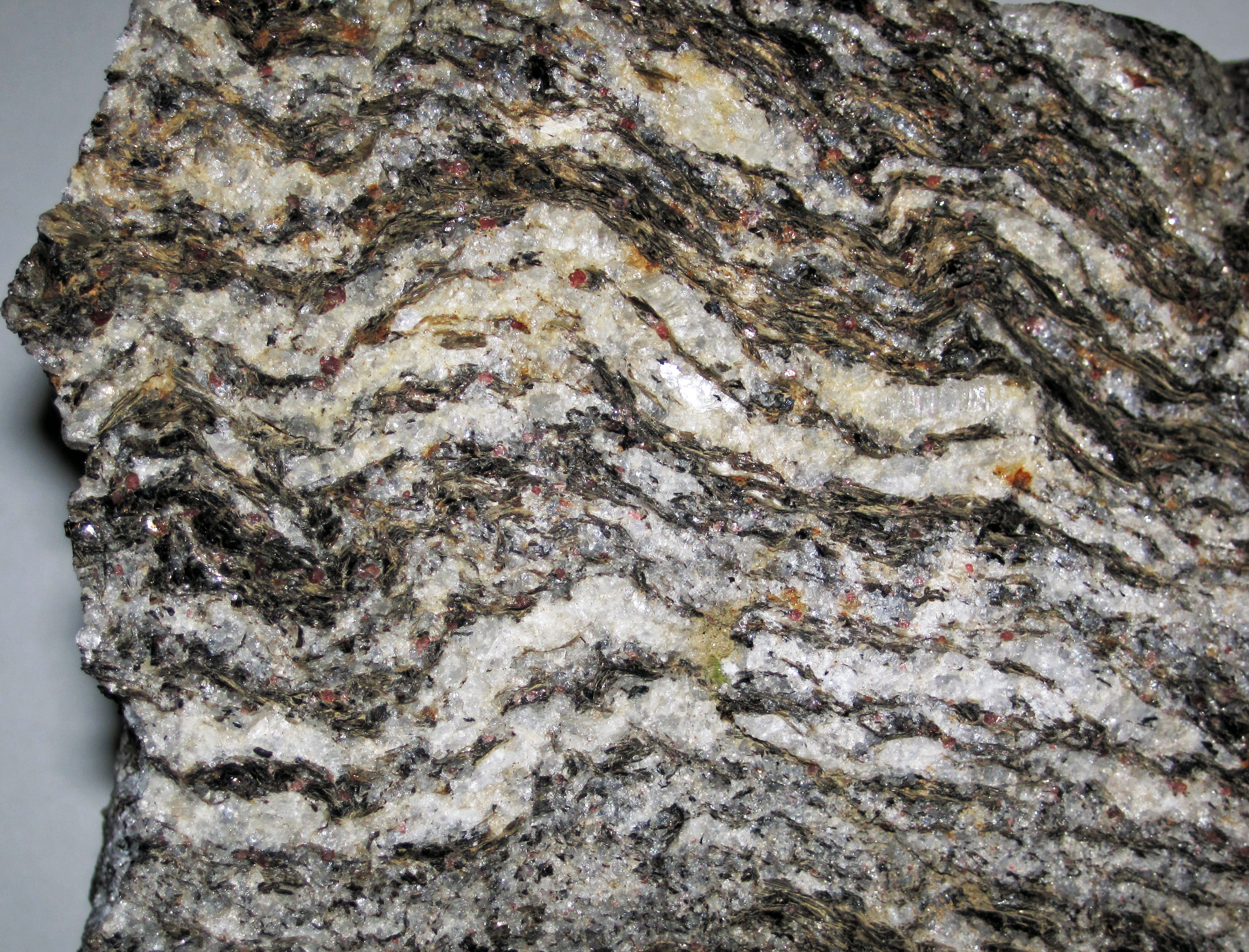
Crenulación ondulosa en un gneis Precámbrico del Himalaya indio.

En la geología estructural se conoce como crenulación el plegamiento a pequeña escala en una roca. El clivaje de crenulación es el clivaje que corta a través de una roca que tiene un clivaje continuo preexistente. En algunas rocas metamórficas se identifica el clivaje de crenulación como aquel clivaje que es distinto a la foliación de los microlitones. El clivaje de crenulación se da en los flancos de micropliegues principalmente en rocas metamórficas que han sido deformadas múltiples veces. Sin embargo algunas rocas sin deformación previa también adquieren un clivaje de crenulación, por ejemplo el esquisto sedimentario (en inglés: shale). En dichos casos la escala de los micropliegues y la foliación puede ser tan fina que a simple vista no es distinguible a simple vista de la foliación ordinaria de los esquistos.
El clivaje de crenulación puede ser discreto o zonal. Se le llama discreto cuando trunca abruptamente el clivaje continuo preexistente, y zonal cuando coincide con los flancos de micropliegues. Si la orientación del clivaje de crenulación coincide plenamente con la de los flancos la foliación resultante es particularmente acentuada. Mediante metamorfismo tiende a acentuarse aún más el clivaje de crenulación si aumenta la concentran algunos minerales en ciertos planos mediante recristalización (e.g. mica o calcita) o disolución por presión. El clivaje de crenulación puede ser simétrico o asimétrico según lo sean los micropliegues de crenulación.
Según algunos geólogos el clivaje de crenulación es particularmente común en rocas metamórficas pelíticas con un grado de metamorfismo medio o alto, mientras que otros lo mencionan como un fenómeno común en rocas de con un bajo grado de metamorfismo.
El clivaje de crenulación se suelen ver zonas ricas minerales filosilicatos alternadas con zonas ricas en cuarzo y feldespatos. Las filitas y los esquistos son rocas que suelen presentar crenulación. No todos los micropliegues están asociados a crenulación.